# 豹药藤
豹药藤（学名：Cynanchum decipiens）为夹竹桃科鹅绒藤属的植物，为中国的特有植物。分布在中国大陆的云南、四川等地，生长于海拔2,000米至3,500米的地区，多生在沟谷、路边的灌木丛中、山坡和林中向阳处，目前尚未由人工引种栽培。

## 别名
西川鹅绒藤（四川）；西川白前（种子植物名称）